# Robert Dumesnil
Robert Dumesnil est un décorateur français, né le 20 juin 1905 dans le 20e arrondissement de Paris et mort le 14 décembre 1986 à Vigneux-sur-Seine.

## Filmographie partielle
- 1923 : La Légende de sœur Béatrix de Jacques de Baroncelli
- 1925 : La Terre promise de Henry Roussel
- 1936 : Une femme qui se partage de Maurice Cammage
- 1937 : Les Maris de ma femme de Maurice Cammage
- 1937 : Trois Artilleurs au pensionnat de René Pujol
- 1937 : La Belle de Montparnasse de Maurice Cammage
- 1938 : Une de la cavalerie de Maurice Cammage
- 1938 : Chipée de Roger Goupillières
- 1938 : Si tu reviens de Jacques Daniel-Norman
- 1939 : Visages de femmes de René Guissart
- 1941 : Montmartre-sur-Seine de Georges Lacombe
- 1942 : Le Moussaillon de Jean Gourguet
- 1942 : Mademoiselle Swing de Richard Pottier
- 1942 : Lettres d'amour de Claude Autant-Lara
- 1942 : Dernière aventure de Robert Péguy
- 1943 : Malaria de Jean Gourguet
- 1943 : Le Soleil de minuit de Bernard Roland
- 1943 : La Bonne Étoile de Jean Boyer
- 1944 : Le Carrefour des enfants perdus de Léo Joannon
- 1944 : La Collection Ménard, de Bernard Roland
- 1945 : Bifur 3 de Maurice Cam
- 1947 : Un flic de Maurice de Canonge
- 1951 : Les Mains sales de Fernand Rivers
- 1951 : La Vie chantée de Noël-Noël
- 1951 : La Poison de Sacha Guitry
- 1951 : La Garçonnière (court métrage)
- 1952 : La Fugue de monsieur Perle de Pierre Gaspard-Huit
- 1952 : La Fille au fouet de Jean Dréville
- 1953 : Kœnigsmark de Solange Térac
- 1953 : Les Amants de minuit de Roger Richebé
- 1955 : Maigret dirige l'enquête de Stany Cordier
- 1955 : Le Fil à la patte de Guy Lefranc
- 1956 : Les Mains liées de Roland Quignon, Aloysius Vachet et Paul Vandenberghe
- 1956 : Ah ! Quelle équipe de Roland Quignon
- 1956 : Toute la ville accuse de Claude Boissol
- 1958 : Tant d'amour perdu de Léo Joannon
- 1958 : Le Désert de Pigalle de Léo Joannon
- 1959 : La Nuit des traqués de Bernard Roland
- 1960 : Chaque minute compte de Robert Bibal
- 1961 : À rebrousse-poil de Pierre Armand
- 1966 : La Sentinelle endormie de Jean Dréville